# Jaroslav Volf (kanoista)
Jaroslav Volf (* 29. září 1979 Brandýs nad Labem-Stará Boleslav) je bývalý český vodní slalomář, kanoista závodící v kategorii C2 spolu s partnerem v lodi Ondřejem Štěpánkem. V roce 2005 vyhráli celkové hodnocení světového poháru. Na athénské a pekingské olympiádě dojeli na medailovém pořadí. Na mistrovství světa získali šest zlatých medailí, z mistrovství Evropy si přivezli sedm zlatých kovů.
Vrcholovou závodní kariéru ukončil v roce 2013.

## Sportovní kariéra
Na letních olympijských hrách startoval poprvé v Sydney 2000, kde skončil v závodě C2 pátý. Z následujících dvou olympiád v letech 2004 a 2008 přivezl bronzovou, respektive stříbrnou medaili. Na LOH 2012 v Londýně dojela jeho loď jako sedmá a nepostoupila tak do finále.
Je držitelem řady medailí ze světových i evropských šampionátů, z mistrovství světa má šest zlatých (C2 – 2006; C2 družstva – 1999, 2003, 2006, 2007, 2013) a tři stříbrné (C2 – 2003, 2013; C2 družstva – 2010), z mistrovství Evropy sedm zlatých (C2 – 2004, 2005, 2012; C2 družstva – 1998, 2004, 2009, 2010), pět stříbrných (C2 – 1998, 2007, 2010; C2 družstva – 2007, 2012) a dvě bronzové (C2 – 2002; C2 družstva – 2006).
V roce 2005 vyhrál celkové pořadí Světového poháru v závodech C2. Po Mistrovství světa 2013 v Praze ukončili společně se Štěpánkem sportovní kariéru a stal se manažerem slalomářského oddílu Dukla Brandýs nad Labem.

## Fotogalerie

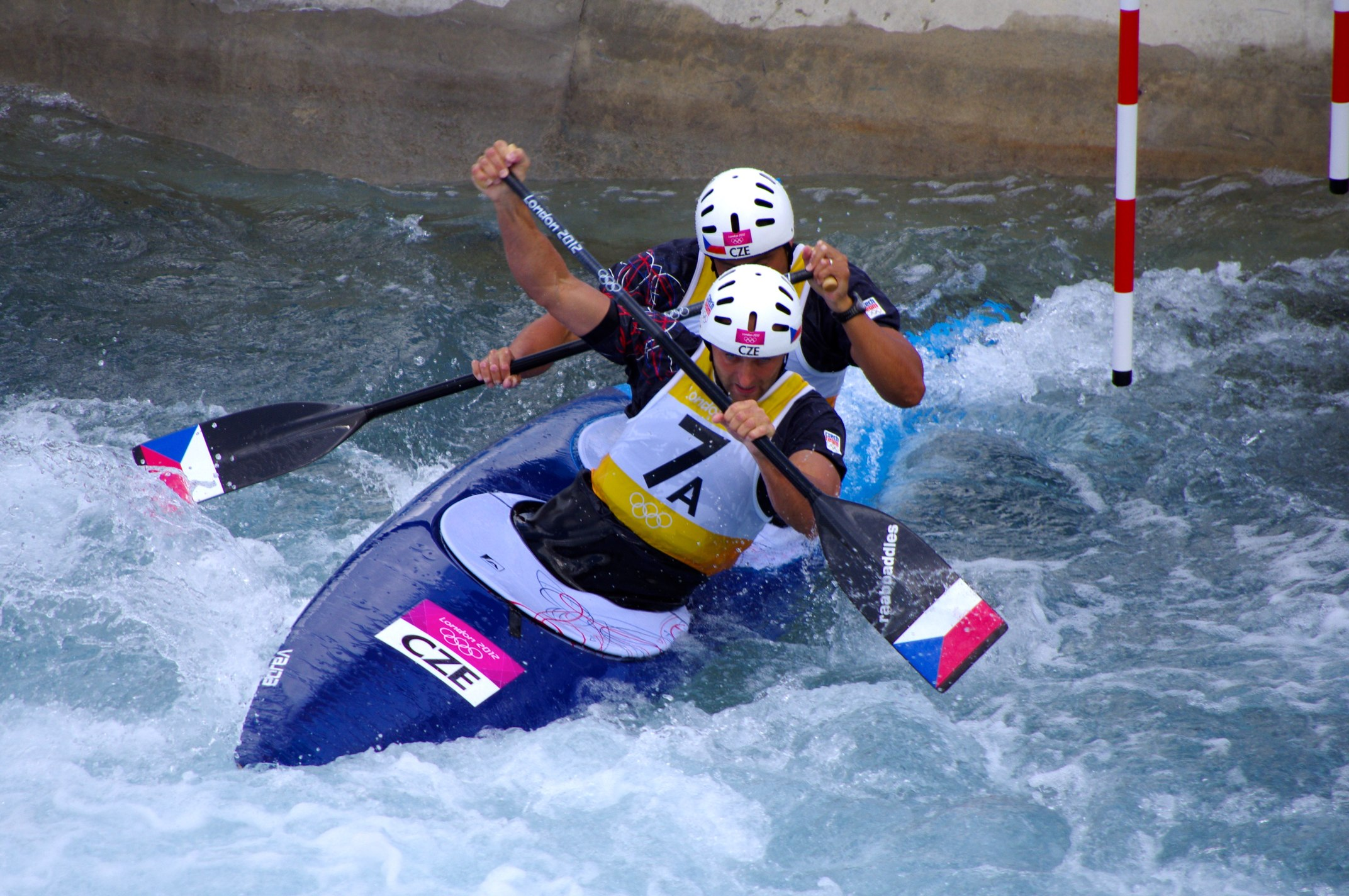
Jaroslav Volf (vpředu) a Ondřej Štěpánek na LOH 2012